# Casa Botines
La casa Botines ou casa Fernández y Andrés est un édifice de style moderniste conçu entre 1891 et 1893 par l'architecte espagnol Antoni Gaudí au centre-ville de León en Espagne. Il s'agit d'une des rares œuvres importantes de Gaudí hors de Catalogne. Elle a été déclarée monument historique en 1969. 

## Historique

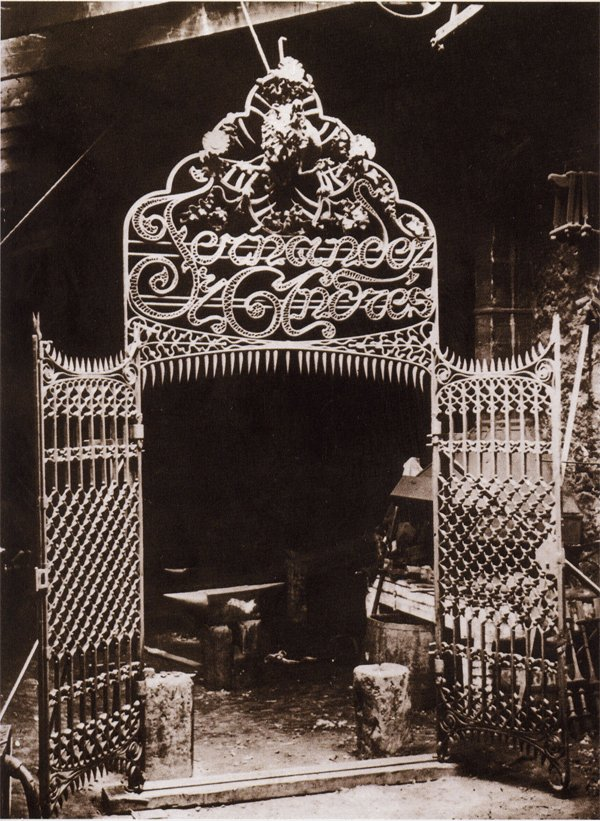
La porte d'entrée de la maison Botines (Barcelone).

C'est sur la recommandation d'Eusebi Güell que Gaudí construisit ce bâtiment sur la Plaza Obispo Marcelo, au centre de León, pour Simón Fernández et Mariano Andrés, propriétaires d'une société textile. Le bâtiment devait avoir à la fois une fonction commerciale et résidentielle. Le nom de l'édifice lui vient du fondateur de la société textile, Joan Homs i Botinàs. En 1930, une institution financière en fit l'acquisition et le transforma, entraînant la destruction de certains éléments. En 1994, il fut restauré par un nouveau propriétaire, la Caja España.

## Description
Le bâtiment, d'apparence plutôt austère, témoigne d'une inspiration gothique, comme d'autres édifices construits par Gaudí à la même époque, le palais épiscopal d'Astorga et le Colegio Teresiano. Sa structure est pourtant résolument moderne : le bâtiment de forme quadrangulaire repose sur des piliers métalliques au sous-sol au lieu de s'appuyer sur de lourds murs. Chacun des 28 piliers en fonte de 20 cm de diamètre est muni d'un chapiteau de pierre et repose sur une semelle de pierre destinée à absorber la pression. À l'époque de la construction, la rumeur courut que le bâtiment était instable et risquait de s'effondrer. Ces craintes se révélèrent dénuées de fondement. De plus, le choix de piliers, technique qui fut abondamment reprise par la suite, permettait d'obtenir un espace flexible, bien éclairé.
De forme trapézoïdale, le bâtiment, dont une partie était à usage commercial, était fonctionnel : le sous-sol, très aéré, était destiné à abriter des magasins et le rez-de-chaussée des bureaux. Le premier étage servait de logement aux deux propriétaires, tandis que deux autres étages étaient offerts à la location. Des combles surmontent l'ensemble.
L'espace occupé par le bâtiment est de 700 mètres carrés. Chaque façade est munie d'un porche, permettant des accès séparés aux espaces publics et privés. Les façades sont entièrement habillées de blocs de granit de provenance locale. À chaque angle des façades se trouve une échauguette, couverte d'ardoise et surmontée d'une pointe en forme de croix de Malte. Comme c'est le cas pour le palais épiscopal d'Astorga, le sous-sol est entouré de douves pour éclairer et ventiler le sous-sol. Le tout est complété d'une grille en fer forgé. Le toit, formé de versants prononcés pour éviter l'accumulation de neige, est en ardoise grise. Les combles sont percés de lucarnes pour la lumière et la ventilation.
Sur la façade principale, on retrouve une horloge connectée avec une cloche. Au-dessus du portail d'entrée se trouve une statue de Saint-Georges, œuvre de Llorenç Matamala taillée par Antonio Cantó de 2,90 m de haut. Les initiales en fer forgé des fondateurs sont insérées dans la partie supérieure des porches qui mènent aux logements. Dans le porche principal, se dresse un lion en fer forgé, hommage à la ville de León.
À l'intérieur, Gaudí a privilégié l'emploi du bois et un style moderniste. Au centre de la structure et sur toute la hauteur, un puits de lumière fournit une abondante clarté.

## Protection
Le bâtiment fait l’objet d’un classement en Espagne au titre de bien d'intérêt culturel depuis le 24 juillet 1969.
La zone de protection autour du monument fait l’objet d’une demande de classement en Espagne au titre de bien d'intérêt culturel depuis le 26 novembre 2002.

## Galerie

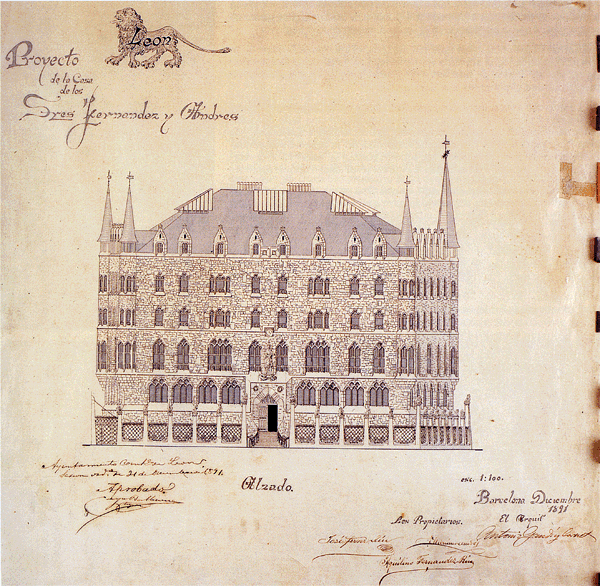
Plan original de Gaudí.
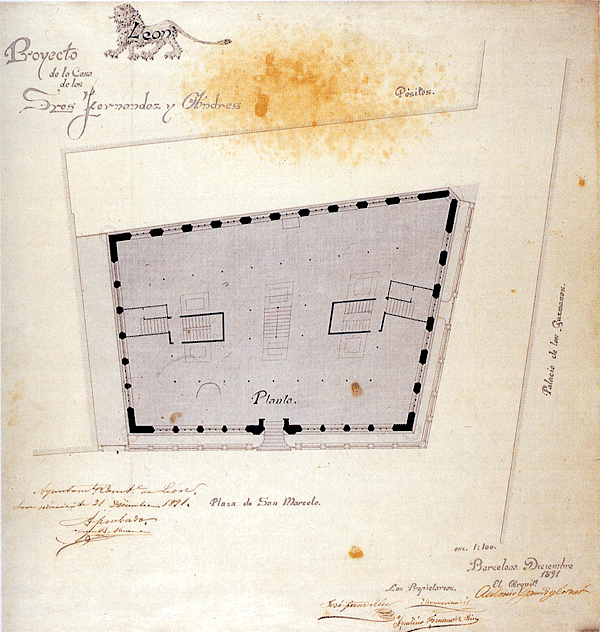
Forme trapézoïdale du bâtiment.
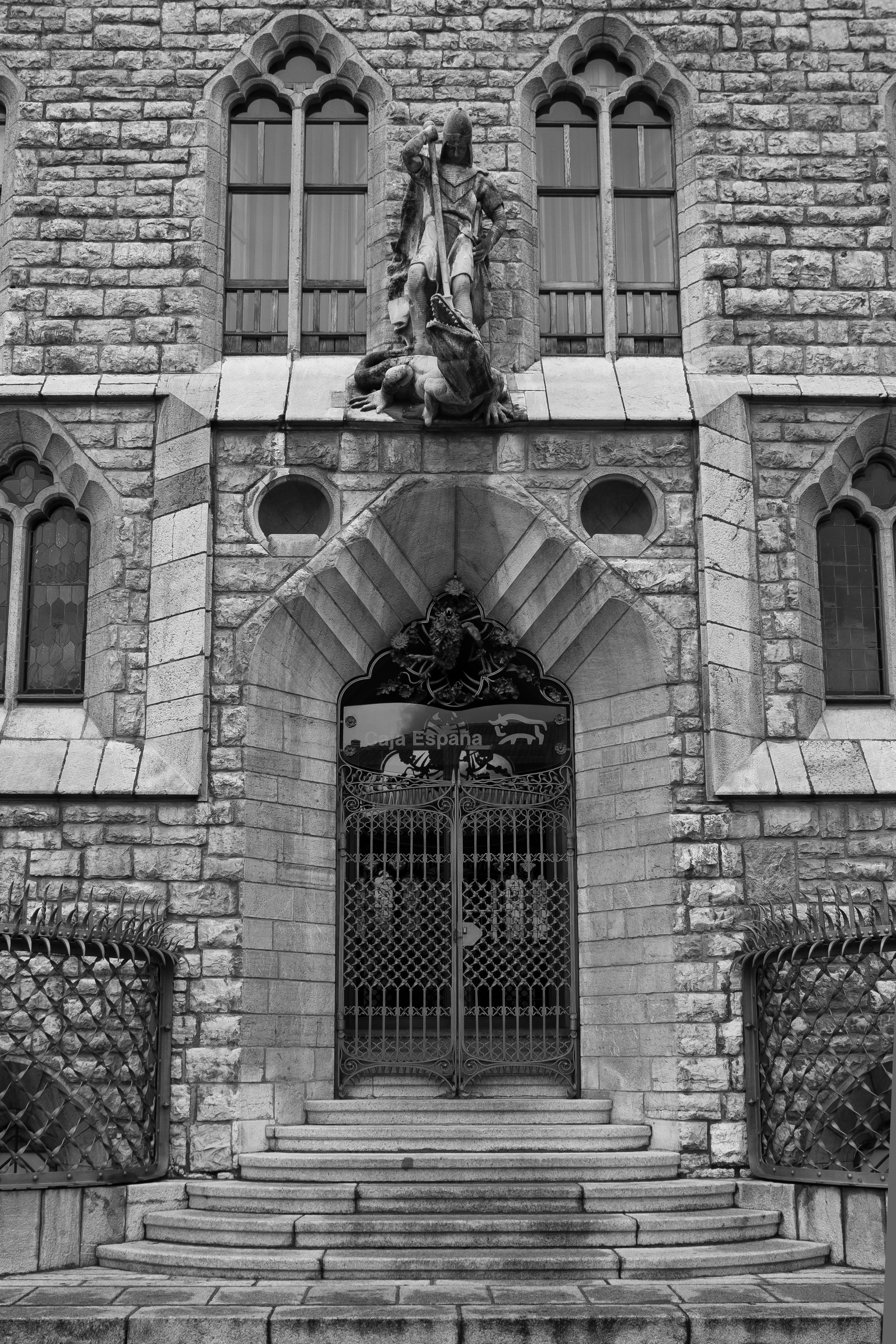
Porche principal.
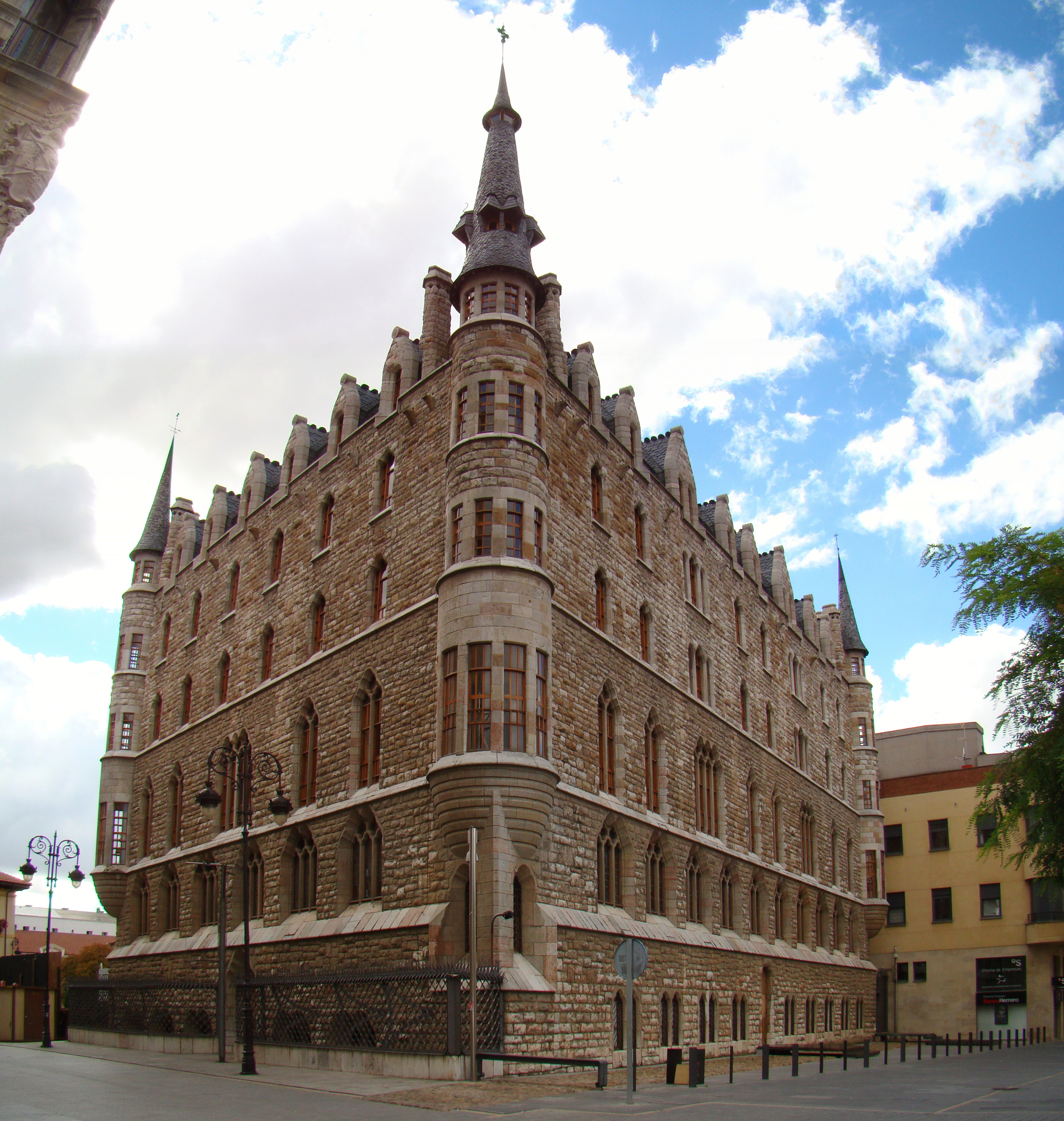
Une des tours d'angle.
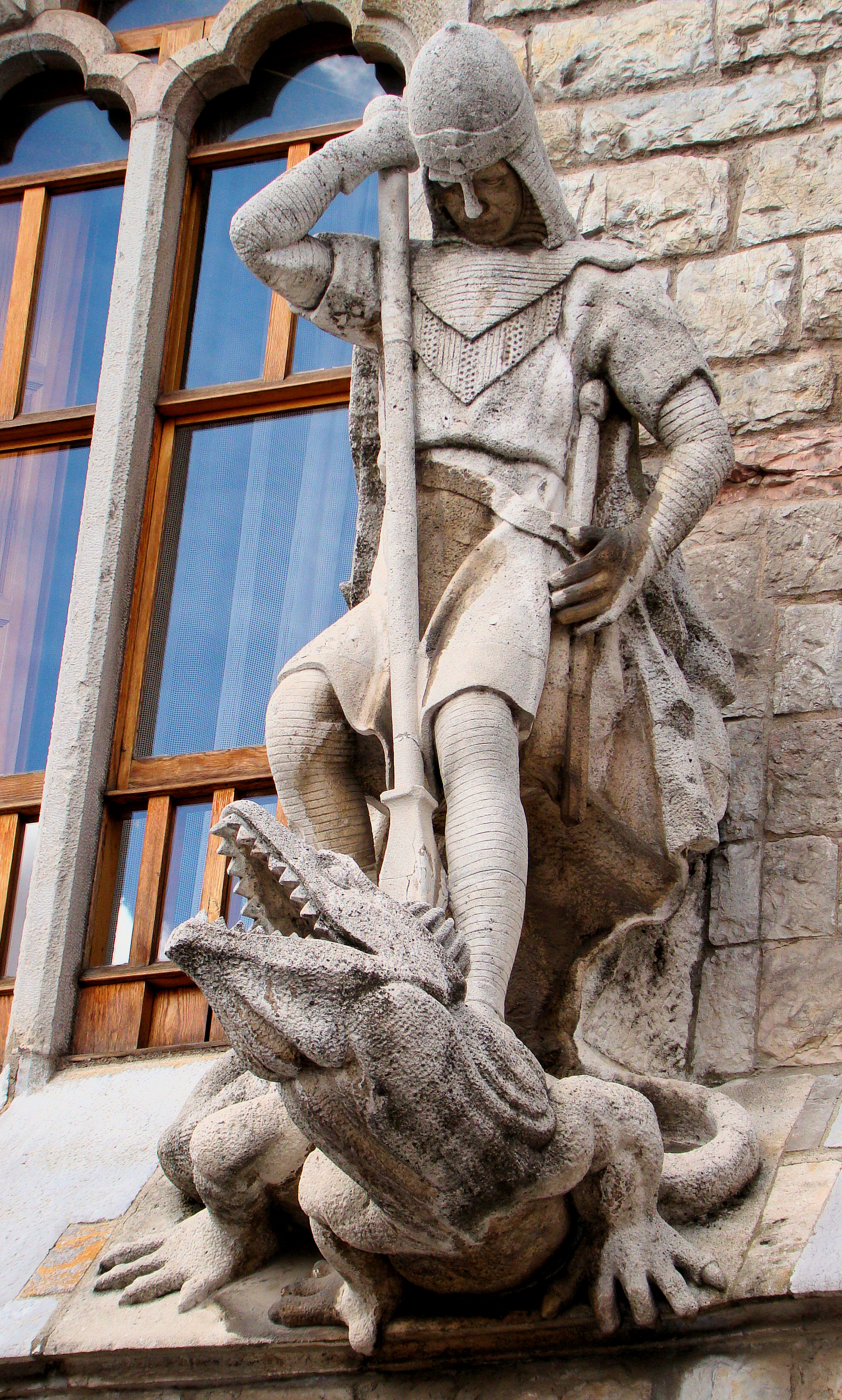
La statue de Saint Georges au-dessus du porche principal.
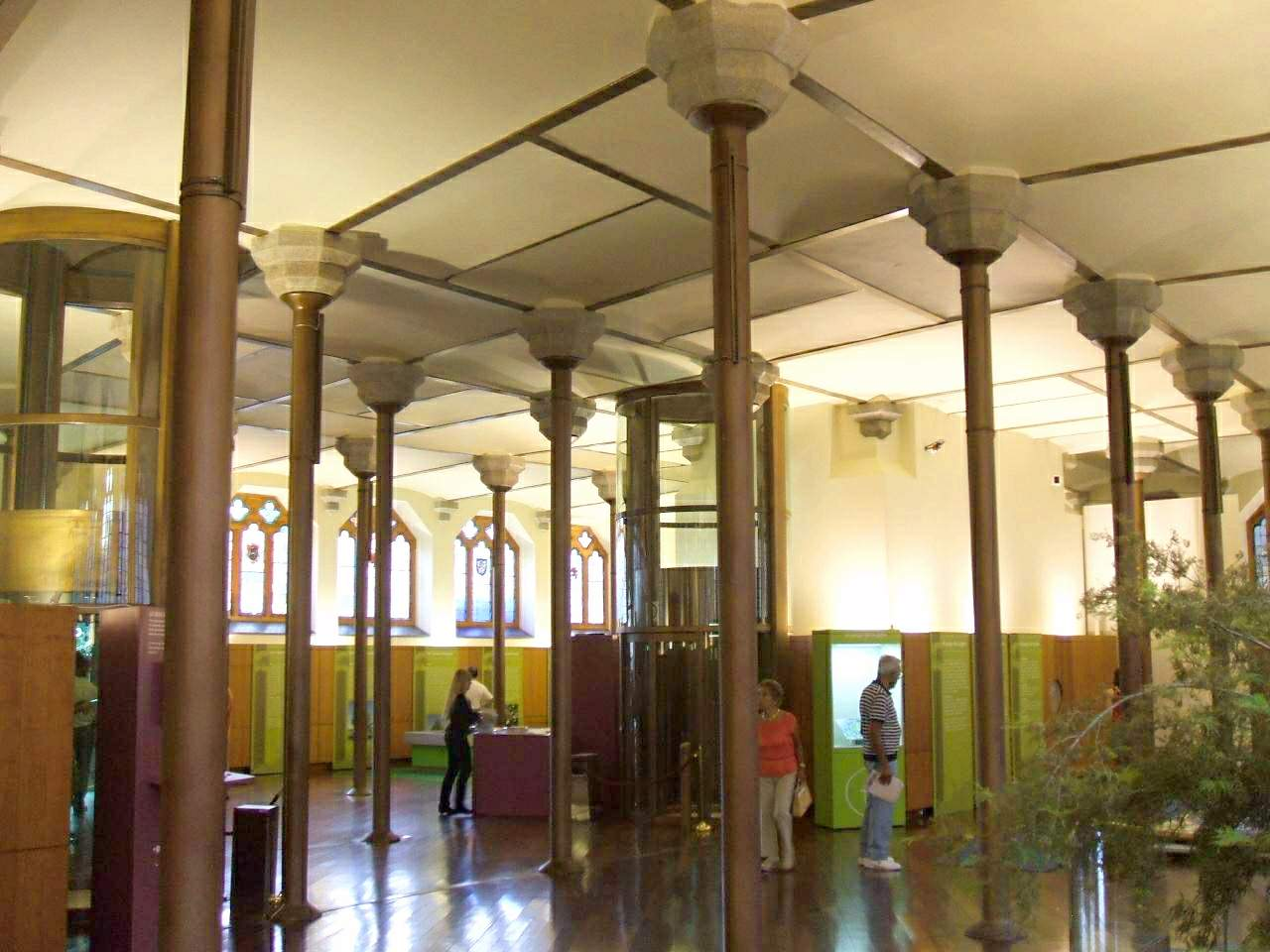
Les piliers de soutènement.
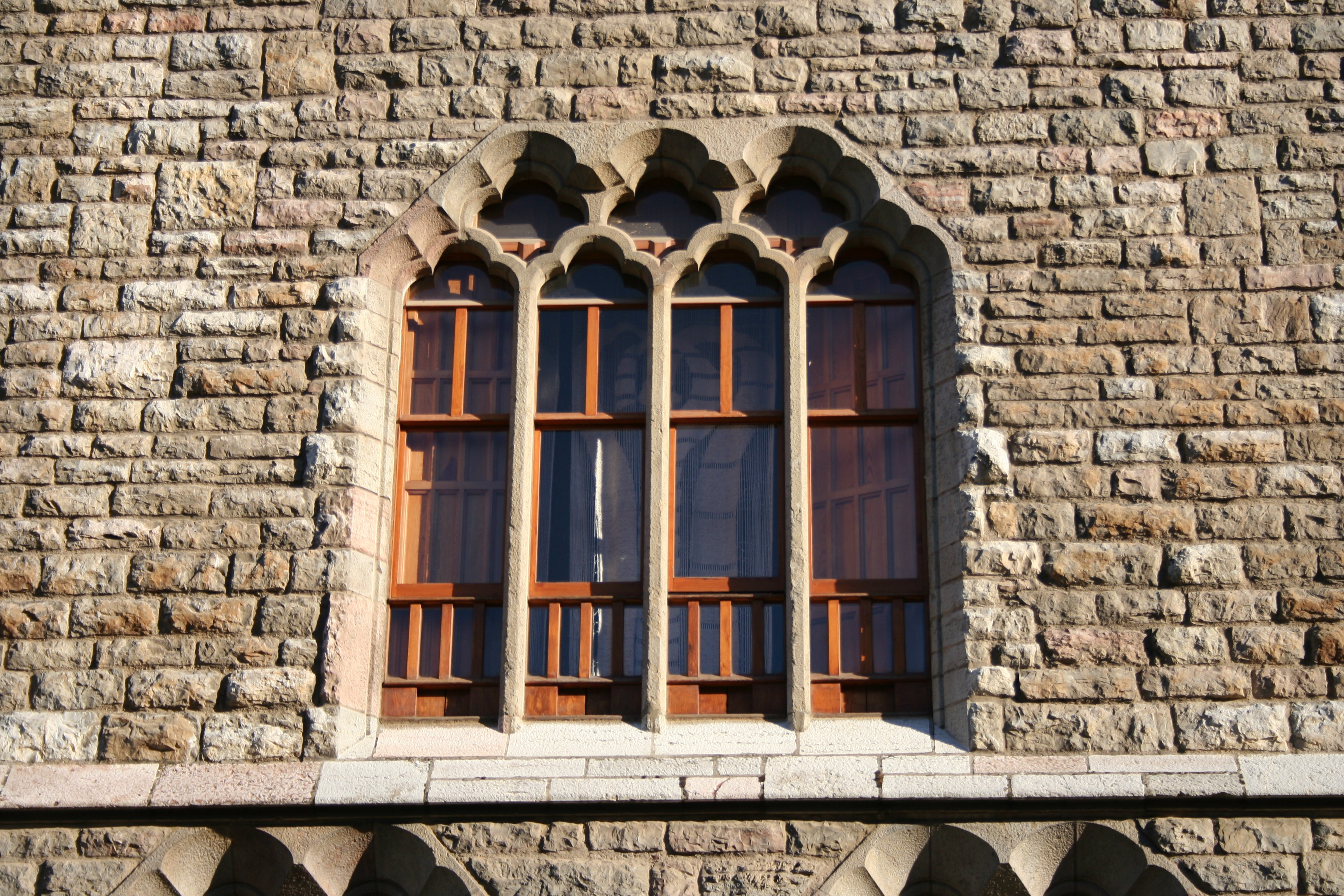
Fenêtres du premier étage.